# Белов, Пётр Алексеевич
Пётр Алексе́евич Бело́в (17 октября 1929 — 30 января 1988) — советский живописец и художник театра, заслуженный художник РСФСР (1978).

## Биография
Родился в Москве 17 октября 1929 года.
Выпускник постановочного факультета Школы-студии МХАТ (1949—1953) и театральной мастерской Суриковского института (1950—1958).
35 лет проработал театральным художником, участвовал в создании 150 спектаклей в самых разных театрах страны. Сотрудничал с такими режиссёрами, как Олег Ефремов, Пётр Монастырский, Михаил Левитин, Ростислав Горяев и другими.
1953—1955 — Главный художник театра советских войск в Румынии п/п 61589.
1957—1967 — Главный художник Московского областного театра юного зрителя.
1967—1974 — Главный художник Московского драматического театра им. Н. В. Гоголя.
1974 — Принят в Союз художников СССР.
1974—1988 — Главный художник Центрального академического театра Советской Армии.
1977 — Награждён медалью им. А. Д. Попова за оформление спектакля «Мы, русский народ».
1978 — Присвоено звание заслуженного художника РСФСР.
1978—1988 — Руководил зональной лабораторией театральных художников Поволжья при Союзе театральных деятелей РСФСР (ВТО).
Писал пейзажи средней полосы России. Также создал множество работ, где метафорически изображал сталинские репрессии.
Скончался в Москве 30 января 1988 года. Похоронен на Ваганьковском кладбище города Москвы, участок 26.
Дочь Екатерина — профессор Московской государственной академии хореографии, кандидат искусствоведения.

## Признание
22 апреля 1988 года, уже после смерти Белова, в Доме актёра Союза театральных деятелей прошла выставка, на которой был экспонирован цикл картин Белова, мгновенно получивший эпитет «сталинский». После выставки такие его картины, как «Мейерхольд», «Беломорканал», «Грачи прилетели, или Апрельский пленум», «Пастернак» и другие получили широкую известность. Они перепечатывались в различных советских изданиях, ими иллюстрировали публицистику, научные труды по истории СССР.
В начале 1990-х годов в Москве состоялась премьера американского фильма «Сталин». Фильм начинался панорамой произведений Петра Белова.
Известный художник Сергей Бархин вспоминал о Белове в связи с его 75-летием:

Петр Алексеевич Белов был человек изумительный — скромнейший и преданнейший, я всегда вспоминаю его таким. <…> Свои живописные работы Белов не связывал с перестройкой и гласностью — эти понятия возникли позже, когда целый ряд картин был им уже сделан. Он не собирался продавать их у нас или за рубежом, хотя на Западе такие вещи с удовольствием бы приобрели. Петя поначалу даже не думал о выставке, настолько подобная идея тогда казалась нереальной! Для него его картины были какой-то невероятной находкой, новой жизнью внутри себя, вдруг захватившей его целиком. <…> Наверное, будь Петя жив, эти темы потом могли бы расшириться, появились бы новые картины, каким-то образом продолжающие предыдущие линии. Но главное, что этот цикл не был оборван на середине. Здесь, как у большого писателя, роман завершен. Белов свершил в своих работах «полный виток», включив в них все то, что его больше всего волновало.